# Isuledda
Die Isuledda (sardisch: kleine Insel), auch Isola dei Gabbiani (italienisch für Insel der Möwen) genannt, ist eine über einen Tombolo mit dem sardischen Festland verbundene ehemalige Insel in der Nähe von Porto Pollo im Norden von Sardinien.

## Geographie
Das Gebiet gehört zur Gemeinde Palau. Die Halbinsel hat eine Fläche von etwa 180.000 m² (18 ha) und zwei breite Buchten: Baia di Ponente und Baia di Levante (westliche und östliche Bucht).

## Tourismus
Isuledda ist ein Ziel für Wind- und Kitesurfer.

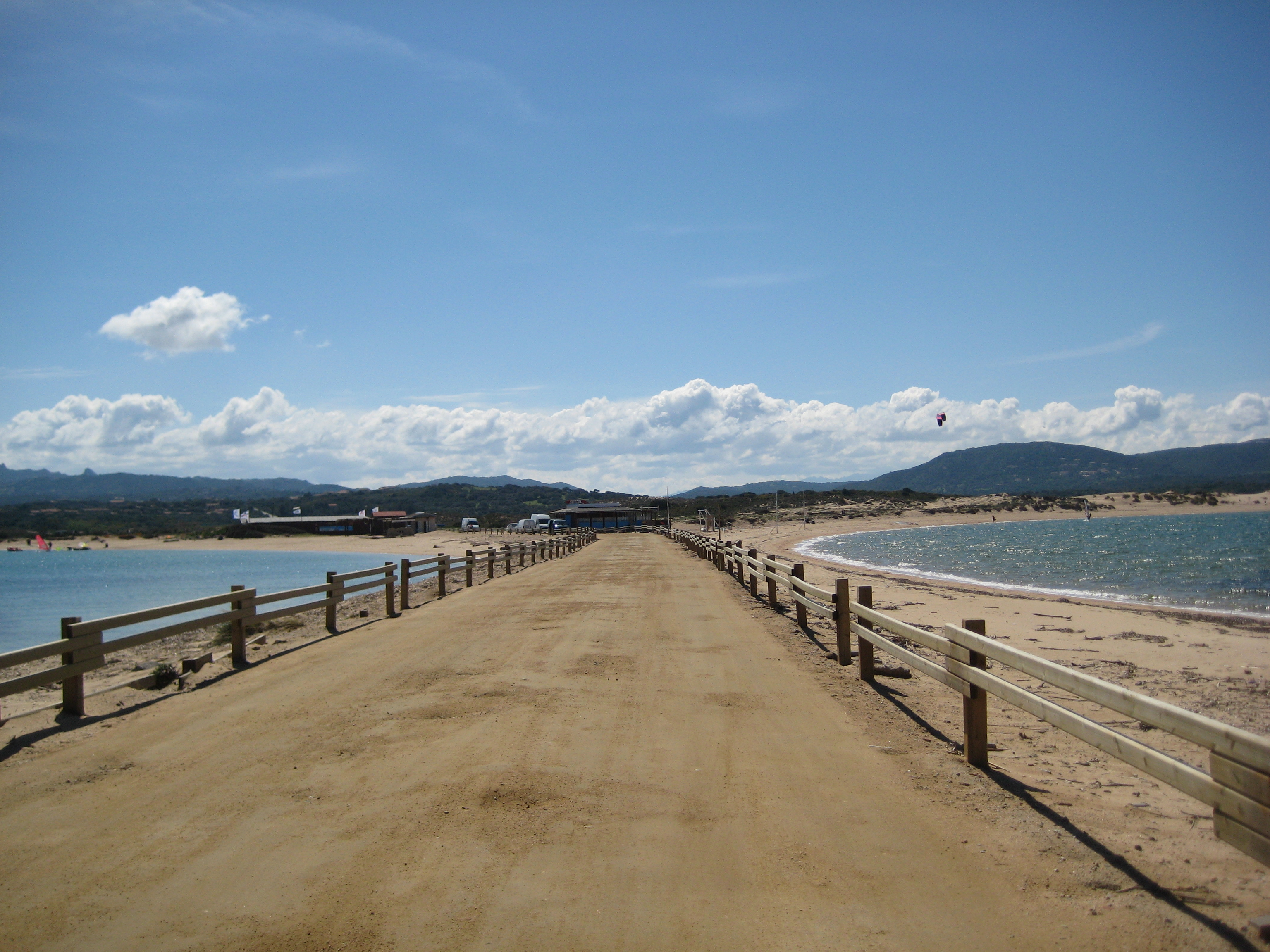
Der Isthmus von Isuledda
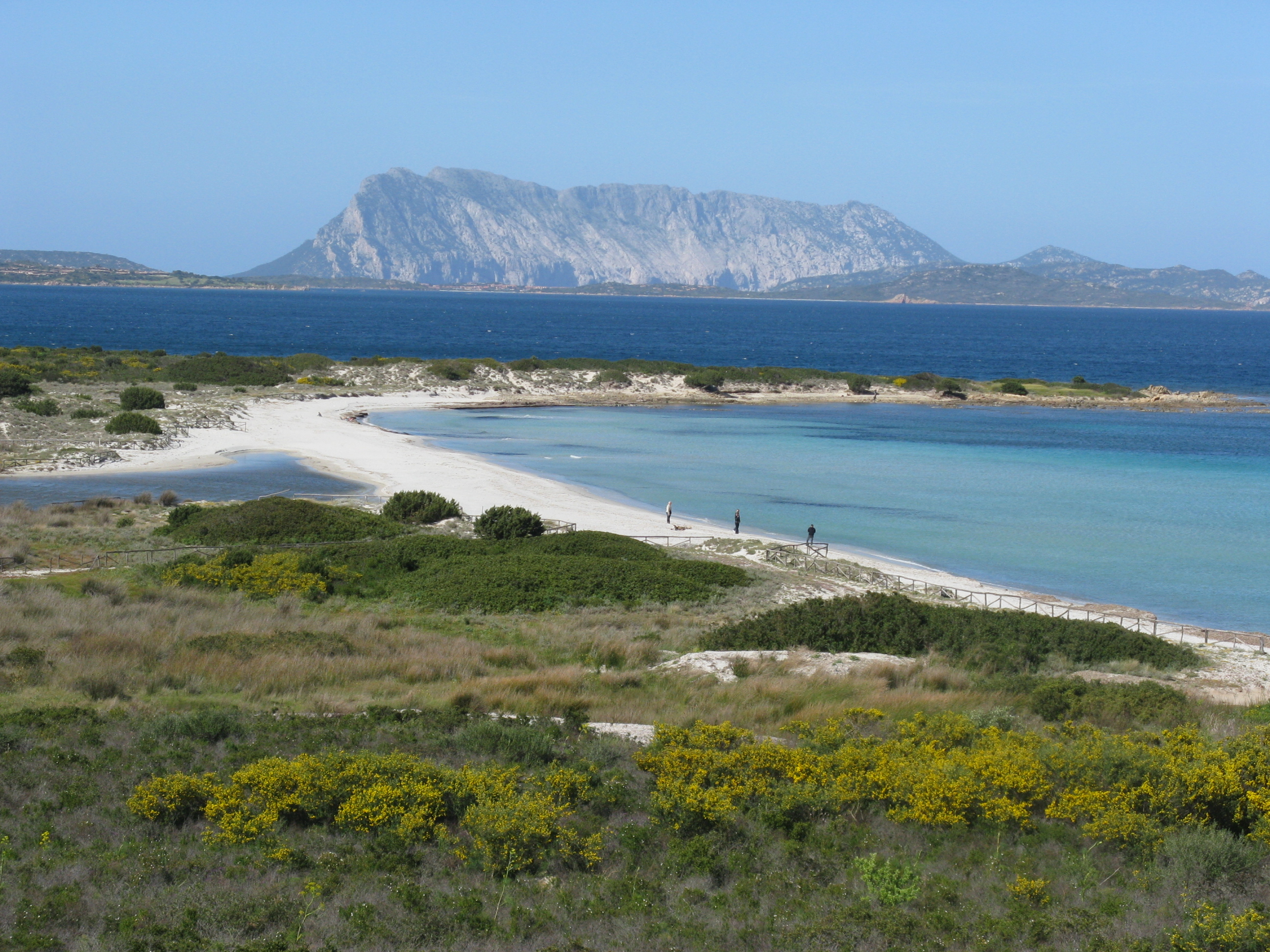
Der Strand von Isuledda